# Rue Pierre-Dac
La rue Pierre-Dac est une voie située dans le quartier des Grandes-Carrières du 18e arrondissement de Paris, en France.

## Situation et accès
La rue Pierre-Dac est une voie située dans le 18e arrondissement de Paris. Elle débute au 95, rue Caulaincourt et se termine au 53 bis, rue Lamarck. Très courte, elle est faite de deux escaliers typiques de la colline de Montmartre, qui entourent l'entrée de la station de métro Lamarck - Caulaincourt.

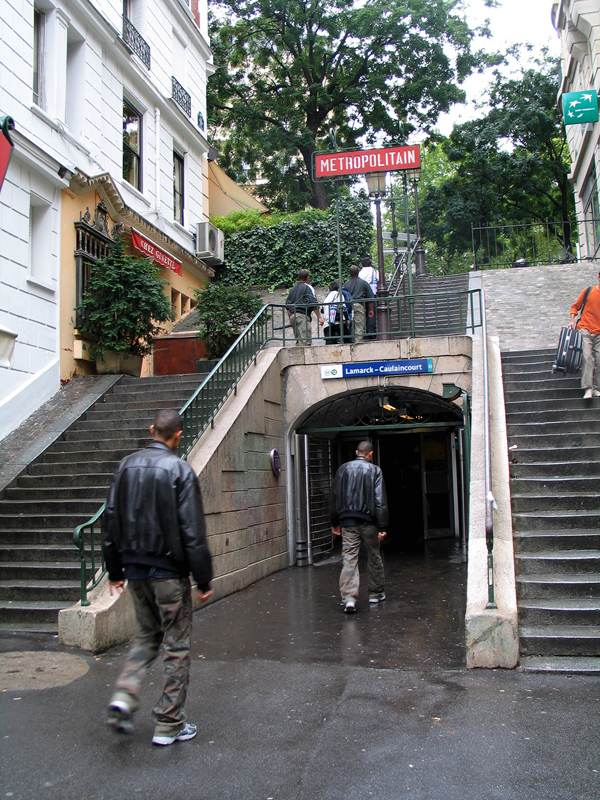
La rue vue depuis la rue Lamarck, avec l'entrée de la station de métro.
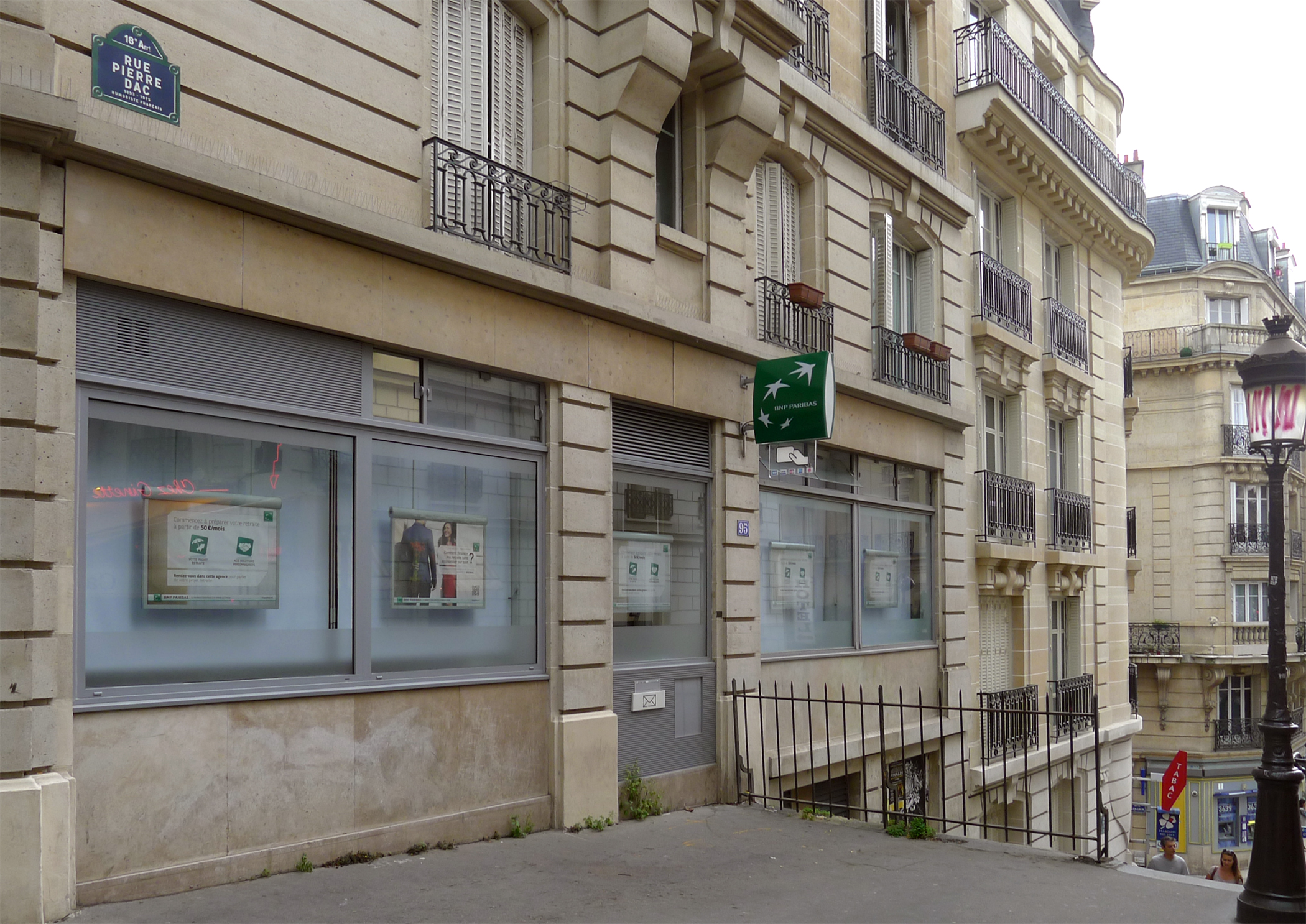
La rue, vue depuis la rue Caulaincourt.

## Origine du nom
Cette voie rend hommage au comédien, humoriste et membre de la Résistance, Pierre Dac, qui avait un domicile 49, avenue Junot, à deux pas de cette rue. Il est à noter que la cité Véron fut, dans le courant de l'année 1994, nommée « rue Pierre-Dac » puis rebaptisée de son nom initial.

## Historique
Cette rue est l'ancienne partie supérieure de la rue de la Fontaine-du-But, qui a pris sa dénomination actuelle par un arrêté municipal du 18 juillet 1995.

## Bâtiments remarquables et lieux de mémoire
- Entrée de la station de métro Lamarck - Caulaincourt.
- No 2 : emplacement des thermes romains, dits « de la fontaine du But »[3].